# Cavalcade Of Golf
O Cavalcade Of Golf foi um evento de golfe do PGA Tour, que foi disputado somente em 1955 no Shackamaxon Country Club, em Scotch Plains, Nova Jérsei, Estados Unidos.
A competição foi vencida pelo Cary Middlecoff por duas tacadas de vantagem sobre Sam Snead.
O campo de golfe foi projetado pelo arquiteto A. W. Tillinghast e inaugurado em setembro de 1916.

## Campeão
- 1955 Cary Middlecoff